# 무라사키 시키부
무라사키 시키부(일본어: 紫式部, 덴로쿠 원년경 (970년경)/덴겐 원년경 (978년경) ~ 조와 3년경 1014년경/조겐 4년 (1025년경))는 헤이안 시대 일본 황실의 궁녀로, 소설가이자 시인이기도 했다. 무라사키는 최초 소설 중 하나로 여기는 일본어 소설 《겐지모노가타리》의 작가로도 잘 알려져 있다. 겐지 이야기는 1000년에서 1012년 사이 집필했다. 무라시키 시키부는 필명이고, 본명은 알려지지 않았다. 1007년 황실 일기에서 언급한 궁녀 후지와라노 교코(藤原香子)로 추정할 뿐이다.
헤이안 여성은 전통적으로 행정에서 쓰는 문자인 한문 학습을 받지 못했다. 그러나 학자였던 아버지 슬하에서 자란 무라사키는 한문에 뛰어난 소질을 보였고 유창하게 쓸 수 있게 되었다. 무라사키는 20대 중후반에 결혼해 딸을 낳았지만 남편은 결혼 2년 만에 죽었다. 무라사키가 《겐지모노가타리》의 집필을 시작한 시기는 확실하지 않지만, 결혼 생활 도중이나 과부가 된 직후로 추정된다. 후지와라노 미치나가는 1005년경 무라사키를 황실로 초빙하여 쇼시 황후의 시녀로 삼았다. 이는 무라사키가 가진 작가로서의 명성 때문으로 추정된다. 무라사키는 시녀로 일하면서도 계속 글을 썼고 작품에 궁정 생활을 담았다. 5~6년 후, 그녀는 은퇴하여 궁궐을 나오고, 쇼시와 함께 비와 호수 지역으로 간다. 무라사키가 사망한 연도는 학자에 따라 다르다. 대부분은 1014년까지 살았다는 설에 동의하지만 1031년까지 생존했다고 하는 사람들도 있다.
무라사키는 시집 《무라사키 시키부 일기》와 소설 《겐지모노가타리》를 썼다. 겐지 이야기는 완성된 지 10년 만에 지방 곳곳으로 퍼졌다. 《겐지모노가타리》는 한 세기 만에 일본 문학의 고전으로 인정받았으며 많은 학술적 평가를 받게 되었다. 무라사키의 작품은 20세기 초에 번역되었다. 6권 분량의 영어 번역은 1933년에 완역되었다. 그녀의 작품은 헤이안 궁정 사회의 정점을 보여준다. 학자들은 이러한 작품의 중요함을 계속해서 느끼고 있다. 13세기부터 일본 화가들이 무라사키 작품의 삽화를 그렸으며 유명한 우키요에의 대가들도 그녀의 작품을 목판에 담았다.

## 어린 시절
무라사키 시키부는 973년 일본 헤이안쿄에서 9세기 초대 후지와라 섭정 후지와라노 요시후사 후손인 후지와라 북가 일원으로 태어났다. 후지와라 씨는 딸들을 황실과 정략결혼 시키고 섭정을 하면서 11세기 말까지 조정을 손에 넣었다. 10세기 후반~11세기 초에는, 이른바 미도간파쿠라 불리는 미치나가가 네 딸을 천황과 혼인시켰고, 미치나가는 엄청난 권력을 쥐게 되었다. 후지와라가는 무라사키의 증조부 후지와라노 가네스케 시절에는 귀족 중에서도 높은 지위를 가졌지만, 점차 권력을 잃게 되었다. 무라사키가 태어날 무렵에는 지방 관리 정도의 중하위 계급 귀족으로 떨어져 있었다. 보통의 하급 귀족들은 중앙 권력이 있는 교토의 조정에서 쫓겨나 사람들이 부임되고 싶어하지 않는 지방으로 전임되었다.
비록 가문은 지위를 잃었지만 무라사키 친증조부와 조부는 문인 사이에서 명성을 얻었다. 그녀 증조부인 후지와라노 가네스케는 21가지 황실 가집 중 13가지, 〈36가선〉, 〈야마토 이야기〉 등을 포함해 총 56가지 시를 지었다. 그녀 증조부와 조부 모두 기노 쓰라유키와 친분이 있었다. 그는 일본어 시를 대중화한 것으로 유명하다. 무라사키 아버지 후지와라노 다메토키는 국립 대학 다이가쿠료 (大学寮, 대학료)에 다녔고 중국 고전과 시 분야에서 존경받는 학자가 되었다. 그 시는 시집으로도 엮었다. 다메토키는 968년 경에 하급 관리로 공직에 입문했고 996년에 지방 관리가 되어 1018년경까지 재직했다. 무라사키 어머니는 다메토키와 같은 후지와라 북가 후손이다. 부부는 아들 하나와 두 딸을 낳았다.
헤이안 시대에는 현대와는 다른 방법으로 이름을 기록했다. 궁녀는 이름으로 직위를 불렀고, 남성 친척이 직위나 직함을 가지고 있다면 그 직위를 이름으로 사용했다. 즉 "시키부"는 성이 아니고, 무라사키의 아버지가 관료로 있던 의례부인 식부성 (시키부쇼)을 가리키는 것이다. "무라사키"는 단어 후지(무라사키의 가명을 구성하는 요소 중 하나)의 뜻인 등나무와 관련 있는 색인 보라색에서 파생된 이름으로 추정된다. 무라사키가 《겐지 이야기》의 여주인공의 이름을 따 직접 지은 이름일 가능성도 있다. 미치나가는 1007년 일기에서 궁녀 몇몇의 이름을 언급했다. 그 중 하나인, 후지와라노 다카코(교시)가 무라사키의 본명일 가능성이 있다.
헤이안 시대 일본에서는 남편과 아내가 별도의 가정을 가졌다. 부계 사회가 여전히 이어지긴 했지만 아이들은 어머니와 함께 자랐다. 무라사키는 관습에 얽매이지 않고 남동생 노부노리와 함께 교토 데라마치 거리의 아버지 집에서 살았다. 어머니는 남매가 아주 어렸을 때 출산 중 사망한 것으로 추정된다. 무라사키는 세 명 이상의 이복 형제자매와 계모와 함께 자랐다. 무라사키는 20대에 사망한 한 자매와 매우 가까운 사이였다.
무라사키는 중국 사절이 중단되고 강력한 민족 문화가 출현하며 일본이 고립되어 가던 시기에 태어났다. 일본어는 9세기와 10세기에 한자를 축약하여 만들어진 음절문자인 가나가 발달하면서 점차 문자 언어로 변화했다. 남성들은 무라사키가 살던 시기에도 계속 한자로 글을 썼지만, 가나는 친숙한 문자이자 귀족 여성이 사용하는 문자가 되어 독특한 형태를 가진 일본 문학의 기반을 마련했다.
무라사키의 남동생은 공직을 준비하기 위해 한자를 배웠고, 무라사키도 어린 시절 아버지 집에서 지내면서 한문을 익혔다. 무라사키는 일기에 다음과 같이 썼다. "내 동생이... 어렸을 때 한자를 배울 때면 난 항상 옆에서 듣고 있었다. 나는 걔가 이해하고 외우기 힘들어했던 구문을 해독하는데 능숙해졌다. 가장 학식 있는 사람인 아버지는 항상 그 사실을 두고 '내 운수일 뿐이지'라며 후회했다. 그는 "그 아이가 남자로 태어나지 않은 것이 안타깝다!"라고 말하곤 했다. 그녀는 남동생과 함께 중국 문학을 공부했으며, 음악, 서예, 일본 시 같은 보다 전통적인 과목도 배웠을 것으로 추정된다. 무라사키의 교육은 정통적인 것이 아니였다. 루이스 페레즈는 일본의 역사(History of Japan)에서 "여성들은... 진정한 지성이 없다고 여겨져 한자 교육을 받지 못했다."고 설명했다. 무라사키는 다른 사람들이 자신을 "가식적이고, 어색하고, 접근하기 어렵고, 까칠하고, 자기 이야기를 너무 좋아하고, 차갑고, 교만하고, 사람을 업신여기고, 고약하고, 멸시하는" 사람으로 본다는 것을 인지하고 있었다. 아시아 문학 학자인 토마스 잉게는 그녀가 "친구가 좀처럼 생기지 않는 강압적인 성격"을 가졌다 생각한다.

## 결혼
헤이안 시대 귀족 여성은 남과 접촉할 수 없는 통제된 삶을 살았으며, 대화할 수 있는 남성은 가까운 친척이나 가족 구성원뿐이었다. 그녀 자서시에서 무라사키가 여성과 잘 어울렸지만 아버지와 남동생 이외 남성과 접촉은 제한적이었음을 알 수 있다. 무라사키는 가끔 여성과 시를 교환했지만, 남성과는 전혀 교환하지 않았다. 무라사키는 대부분 귀족 여성과 다르게 사춘기에 결혼하지 않았다. 무라사키는 20대 중반 혹은 30대 초반까지 아버지 집에 머물렀다.
996년 아버지가 에치젠국에서 4년 동안 지방관으로 부임하게 되어 무라사키는 아버지와 함께 에치젠국으로 갔다. 무라사키는 998년에 교토로 돌아와 아버지의 친구 후지와라 노부타카와 혼인했다. 남편은 자신보다 훨씬 나이가 많은 육촌이었다. 그는 같은 후지와라씨 분가 출신으로 궁정 관료이자 화려한 옷을 입고 다니는 것과 뛰어난 무용수로서 정평이 나 있는 의례부 관료였다. 결혼 당시 40대 후반이었던 그에게는 그 수가 알려지지는 않았지만 여러 아내와 자식들이 있었다. 사교적이면서 궁정에서 유명했던 그는 무라사키와 결혼하고 나서도 수없이 연애를 했다. 무라사키는 남편이 아내의 집에서 사는 관례에 따라 아버지 집에서 계속 살았을 것이다. 노부타카는 두 개 이상의 지역에서 지방관을 하고 있었고 무라사키와 결혼할 당시에는 꽤 부유했던 것으로 보인다. 둘의 결혼 생활에 대해서는 여러 추측이 있다. 리처드 보우링은 행복한 결혼 생활을 보냈다 생각했지만 일본 문학 학자 시라네 하루오는 무라사키의 시에서 남편에 대한 원망이 암시된다고 본다.
딸 겐시(가타이코)는 999년에 태어났다. 2년 후 노부타카는 콜레라에 걸려 사망했다. 무라사키는 결혼 생활 동안 딸을 돌보고 집안일을 맡는 하인을 두어 충분한 여가 시간을 가졌을 것으로 추정된다. 독서를 즐겼던 그녀는 《다케토리모노가타리》와 《이세모노가타리》 같은 로맨스 모노가타리를 읽었다. 학자들은 《겐지모노가타리》를 쓰기 시작한 시기를 남편이 죽기 전으로 본다. 이는 남편이 죽자, 슬픔에 빠져 글을 쓴 것으로 알려져 있다. 무라사키는 일기에서 남편이 죽은 후의 감정을 이렇게 설명했다. "나는 우울하고 혼란스러웠다. 나는 몇 년 동안 하루하루를 무기력하게 살아왔다.... 시간의 흐름을 기록하는 일보다는 조금 더 뭔갈 하면서... 계속되는 외로움을 참을 수가 없었다."
전설에 따르면 무라사키는 8월 밤, 비와호 이시야마데라에서 달을 보다가 영감을 받아 《겐지 이야기》를 썼다고 한다. 학자들은 이 이야기가 사실이라는 근거가 없다고 하지만 일본 예술가들은 이시야마데라에서 달을 보며 영감을 얻으려 하는 무라사키를 그리곤 했다. 무라사키는 요청를 받아 이 이야기를 썼을 수도 있다. 또한 자신의 영웅 히카루 겐지와 비슷한 위치에 있던 추방된 신하를 알고 있었을 수도 있다. 무라사키는 《겐지 이야기》의 새 장을 친구에게 주고, 친구는 그것을 다시 필사하여 전달했을 것으로 추정된다. 《겐지 이야기》는 이 과정을 통해 알려지게 되었고 무라사키는 작가로서의 명성을 얻었다.
무라사키는 30대 초반에서 중반 사이에 궁녀(뇨보)가 되었는데, 작가로서 명성이 있었기 때문으로 보인다. 뮬헌 치에코는 《Japanese Women Writers, a Biocritical Sourcebook》에서 학자들이 왜 무라사키가 비교적 늦은 시기에 궁에 들어갔는지 의문을 가지고 있다 썼다. 남편이 죽은 후 미치나가와 시를 교환했다는 증거가 일기에 있어 두 사람이 연인이었다는 추측이 있다. 보우링은 무라사키가 미치나가의 첩으로 궁정에 끌려갔다는 증거를 찾아내지는 못했지만, 공식적 절차를 거치지 않고 궁정으로 데려갔다는 점을 알아냈다. 뮬헌은 미치나가가 딸 쇼시를 교육시키기 위해 무라사키를 궁정으로 데려왔다고 본다.

## 궁정 생활

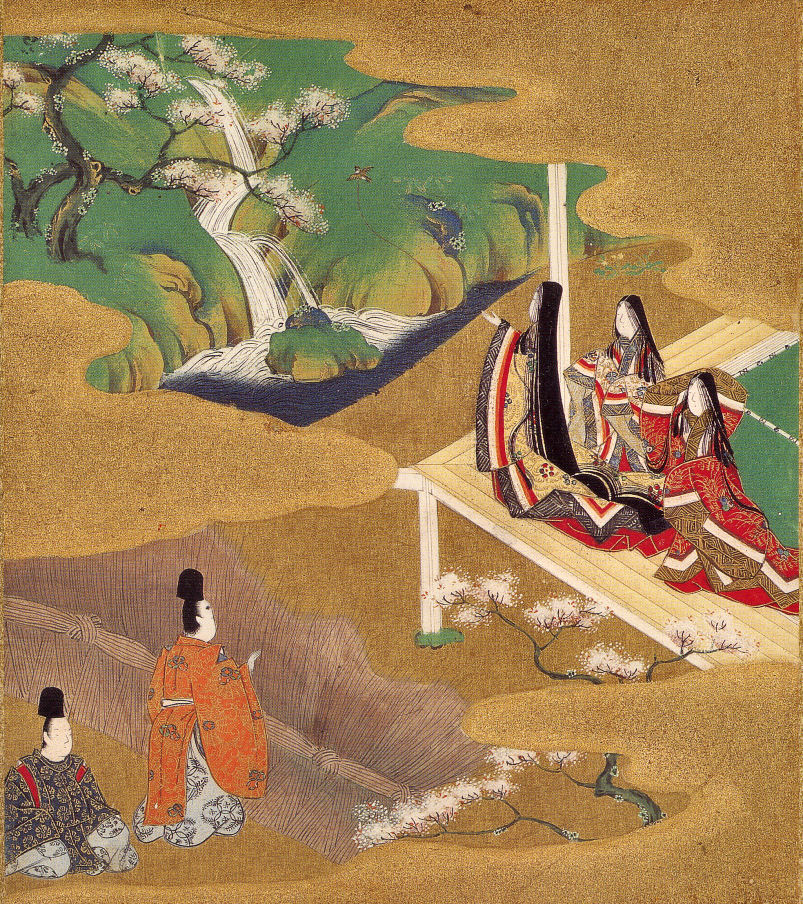
17세기 중후반에 도사파의 도사 미쓰오키가 제작한 헤이안 시대 조신의 우키요에, 주니히토에를 입고 바닥까지 머리를 기른 여성들이 그려져있다.

헤이안 문화와 궁정 생활은 11세기 초에 절정에 이르렀다. 귀족들이 헤이안궁의 관청, 조성에 고립되면서 교토의 인구는 약 100,000명 정도까지 늘었다. 할 일이 줄어든 조신들은 현실과 단절된 궁정 생활에 몰두하여 예술 활동에 눈을 돌렸다. 주로 옷감, 향, 서예, 색종이, 시, 겹겹이 놓은 옷 등을 기분과 계절에 따라 색상을 예술적으로 조합하여 감정을 표현했다. 전통적인 미학을 따르지 못한 사람들은 특히 조정에서 빠르게 인기를 잃었다. 바닥까지 오는 길이의 머리카락, 하얀 피부, 검은 치아를 고수하던 헤이안 귀족 여성들 사이에서 인기 있던 취미로는 연애하기, 시 쓰기, 일기 쓰기 등이 있었다. 헤이안 궁녀들이 쓴 글들은 가장 초기의 문헌이자 일본 정경으로 쓰여진 최고의 문헌 중 하나로 인정받고 있다.

### 궁정 라이벌들과 여성 시인들
995년 미치나가의 두 형제 후지와라노 미치타카와 후지와라노 미치카네가 죽고 섭정 자리가 비게 되었디. 미치나가는 조카 후지와라노 고레치카 (이치조 천황의 황후인 후지와라노 데이시의 오빠)와의 권력 투쟁에서 여동생 센시의 도움 덕에 빠르게 승리할 수 있었다. 고레치카는 퇴위한 가잔 천황이 저격당한 사건에 연루되어 불명예를 안고 996년에 조정에서 추방되었다. 오빠를 후원했던 데이시는 권력을 잃게 되었다. 4년 후 미치나가는 12살 정도의 나이였던 장녀 쇼시를 이치조 천황의 후궁으로 보냈다. 쇼시가 후궁으로 들어가고 1년이 지나자, 미치나가는 데이시의 권력을 약화시키고 쇼시의 영향력을 키우기 위해 원래도 황후였던 데이시를 다시 한번 황후로 지목했다. 역사가 도널드 쉬블리는 "미치나가는 데이시(혹은 사다코)와 쇼시를 동시에 황후에 앉혔다. 전례 없던 황후 임명에 그의 세력도 충격을 받았다. 데이시는 "교고"라는 칭호를 가지고 있었고 쇼시에게는 데이시의 "교고"와 동등하게 칭호 "쓰구"가 주어졌다."라고 전했다. 약 5년 후, 미치나가는 무라사키를 쇼시에게 데려가 어떠한 직위를 맡게 했는데, 보우링은 이 직위를 가정교사로 보았다.
높은 지위를 가진 여성들은 궁정에서 칩거 생활을 했으며, 가문은 이들을 정략 결혼을 시켜 권력을 잡는 데 이용하였다. 쇼시가 여러 황족들과 결혼하면서, 외척이 천황에게 영향력을 줄 수 있게 되었다. 미치나가를 비롯한 여러 후지와라 섭정들은 이런 방법으로 권력을 쥐었다. 일부 여성들은 칩거 생활에도 불구하고 사교계에서 상당한 영향력을 행사하기도 했다. 높은 지위를 가진 사람들이 참가하는 사교계는 높은 경쟁력을 가졌다. 이치조의 어머니와 미치나가의 여동생 센시도 영향력 있는 살롱을 가지고 있었으며, 미치나가는 이에 맞설 살롱을 세우기 위함으로 쇼시가 무라사키 같은 교양있는 여자를 가까이하길 원했던 것으로 보인다.
무라사키가 입궁했을 때 쇼시는 16세에서 19세였다. 아서 웨일리에 따르면, 쇼시는 깊은 생각을 가진 젊은 여인이었고, 쇼시는 아버지의 집과 황궁 안에 있는 자신의 궁정 두 곳에서 살았다고 한다. 그녀는 자신의 주위에 초기 역사 모노가타리 〈에이가모노가타리〉의 저자인 아카조메 에몬과 이즈미 시키부 같은 교양 있는 여성 작가들을 가까이 했다. 이들 사이의 경쟁은 무라사키의 일기 중 이즈미를 폄하하는 내용에서 분명하게 드러난다. 무라사키는 이즈미를 두고"이즈미 시키부는 재밌는 편지 작가이지만 그녀에게는 그다지 만족스럽지 못한 점이 있다. .그녀는 조심성 없이 글씨를 빠르게 휘갈겨 잽싸게 작품을 만드는 재능이 있다. 그러나 그녀는 시를 쓰기 위해서는 모방할만한 흥미로운 주제나 원작이 있어야 한다. 사실 나는 그녀를 진짜 시인으로 보지 않는다."라고 썼다.
〈마쿠라노소시〉의 작가 세이 쇼나곤은 쇼시가 입궁했을 때 데이시의 시녀로 일하고 있었다. 무라사키는 쇼나곤의 경쟁 상대로서 쇼시의 궁정에 들어왔을 가능성이 있다. 데이시가 무라사키가 입궁하기 전인 1001년에 사망하여 두 작가가 동시에 궁정에 있지는 못했지만, 무라사키의 일기에 쇼나곤에 대한 내용이 있는 것으로 보아 무라사키는 쇼나곤을 확실히 알고 있었고 쇼나곤에게 일부 영향을 받았다. 쇼나곤의 〈미쿠라노소시〉는 교양 있는 시녀들로 유명한 데이시의 궁정을 알리기 위한 일종의 프로파간다를 목적으로 의뢰된 작품이었을 수도 있다. 일본 문학 연구자 조슈아 모스토우(Joshua Mostow)는 미치나가는 이와 비슷하게 쇼시의 궁정을 보여주기 위함으로 쇼나곤과 동급 혹은 그 이상의 교양 있는 여성으로서 무라사키를 쇼시에게 보냈다고 믿는다.
두 작가는 서로 다른 기질을 가졌다. 쇼나곤은 재치 있고 영리하며 거침없이 말하는 사람이었다. 반면, 무라사키는 내성적이고 예민했다. 무라사키의 일기에 기록된 내용은 두 사람이 사이가 좋지 않았을 것이라는 가능성을 보여준다. 무라사키는 "세이 쇼나곤... 끔찍할 만큼이나 거만했다. 그렇게 잘난 척하며 여기저기에 써놓은 한문 글귀를 보면 제대로 되어 있지 않은 경우가 많다." 킨은 쇼나곤이 쇼시의 경쟁 상대인 황후를 섬겼던 것에 근거하여 무라사키에게 비쳐진 쇼나곤의 인상이 쇼시와 쇼시 궁정의 여자들에게 영향을 받았을 수도 있다고 생각한다. 더욱이 그는 무라사키가 쇼나곤의 인기 있는 《마쿠라노소시》에 대응해 《겐지모노가타리》를 쓰도록 궁정의 부름을 받았다 생각한다. 무라사키는 다양한 면에서 쇼나곤과 자신을 대조했다. 무라사키는 《마쿠라노소시》를 폄하했다. 또한 한문 지식을 뽐내던 쇼나곤과 다르게 무라사키는 한문을 모르는 체 했고, 한문을 가식적이고 꾸며진 언어라고 보았다.

### "일본서기의 궁녀"
헤이안 시대 말기에는 한문의 인기는 감소했지만, 백거이의 작품을 비롯한 중국 시의 인기는 지속되었다. 무라사키는 중국 미술과 백거이의 시에 관심이 많았던 쇼시에게 한문을 가르쳤다. 쇼시는 황후가 되자 한자로 장식된 병풍을 설치했는데, 한자가 안채와는 거리가 먼 남성의 문자로 여겨지던 탓에 논란이 불거졌다. 한문 공부는 여자답지 않은 것으로 여겨졌으며, 남성에게만 문학의 기회가 주어져야 한다는 통념에 어긋나는 것이었다. 여성은 일본 문자만 읽고 쓸 수 있어야 했고, 이로 인해 여성들은 조정과 권력에서 언어적으로 분리되었다. 틀에 얽매이지 않고서 한문 교육을 받았던 무라사키는 쇼시에게 한문을 가르칠 수 있는 몇 안 되는 여성 중 한 명이었다. 보우링은 무라사키가 한문을 익혀 쇼시에게 가르친 일을 두고서 "사실상 체제 전복적"인 일이라 기술했다. 한문 교육에 소극적이었던 무라사키는 자신의 일기에 "지난 여름부터... 이따금씩 아무도 없을 때 아주 몰래 마마와 함께 글을 읽고 있다... 물론 정식 수업에 대한 질문은 없었다.... 이 문제에 대해 아무에게도 말하지 않는 것이 최선이라 생각한다."라는 내용을 작성했다.
무라사키는 쇼시에게 한문을 가르쳤기 때문에 "일본서기의 궁녀"(니혼지노 츠보네)라는 모호한 별명을 얻었을 것이다. 무라사키를 싫어했던 한 시녀는 한문 지식을 과시한다며 무라사키를 비난했다. 《겐지 이야기》의 장 중 하나가 천황과 대신들 앞에서 큰 소리로 읽혀진 적이 있었는데, 그 중 한 사람이 저자가 높은 수준의 교육을 받았다고 말했던 일이 있었다. 그 이후로 무라사키를 싫어하던 시녀는 무라사키를 "일본서기의 궁녀"라고 부르기 시작했다. 무라사키는 일기에 "말도 안 되는 소리! 집에서 자기 여자들에게 배움을 드러내기도 주저하는 내가 황궁에서 그럴 생각을 해보겠는가?"라고 썼다. 분명히 폄하를 위해 만들어 졌을 별명이지만, 뮬런은 무라사키가 별명을 듣고 우쭐했을 것이라 믿는다.
한문을 대하는 태도는 모순적이었다. 데이시의 궁정에서의 한문은 과시에 쓰였으며 황가의 통치와 우월함의 상징이었다. 그러나 쇼시의 살롱에서는 쇼시 자신이 한문을 배우는 학생임에도 불구하고 한문에 대한 적대감이 팽배했다. 한문이 일본 문자의 선호로 인해 거부되기 시작하던 때였기에 그 당시의 정치적 편의가 이유일 것이다. 적대감은 무라사키와 궁정에 대한 무라사키의 생각에 영향을 미쳤을 수 있으며, 이 같은 적대감으로 인해 무라사키는 한문 지식을 숨기도록 강요받았다. 자신을 잘 드러내면서 한문 지식을 꺼리지 않고 말하는 쇼나곤과 달리 무라사키는 겸손했던 것으로 보인다. 이 태도는 미치가가를 감명받게 했을 수도 있다. 무라사키는 한문을 사용했으며 한문을 자신의 글에 넣기도 했으나, 공개적으로 한문을 거부했다. 일본 문화가 싹트는 시기에 칭찬 받을만한 태도였다.

## 갤러리

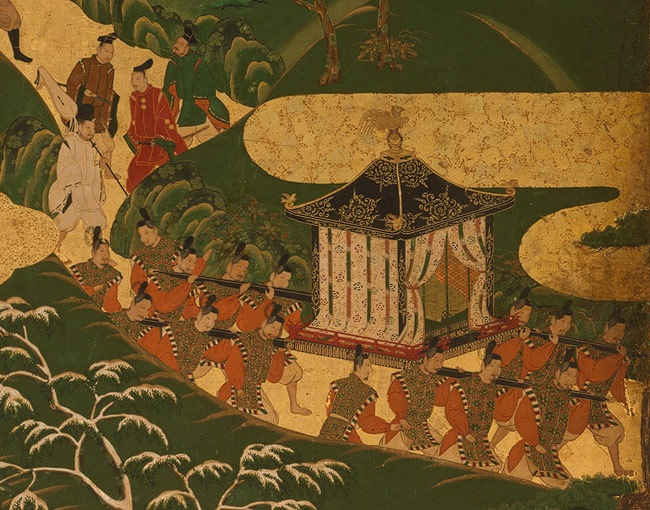
《겐지모노가타리》에서 무라사키가 쓴 궁정 생활을 16세기에 도사 미쓰요시가 "황실 행차"란 제목으로 묘사한 그림.
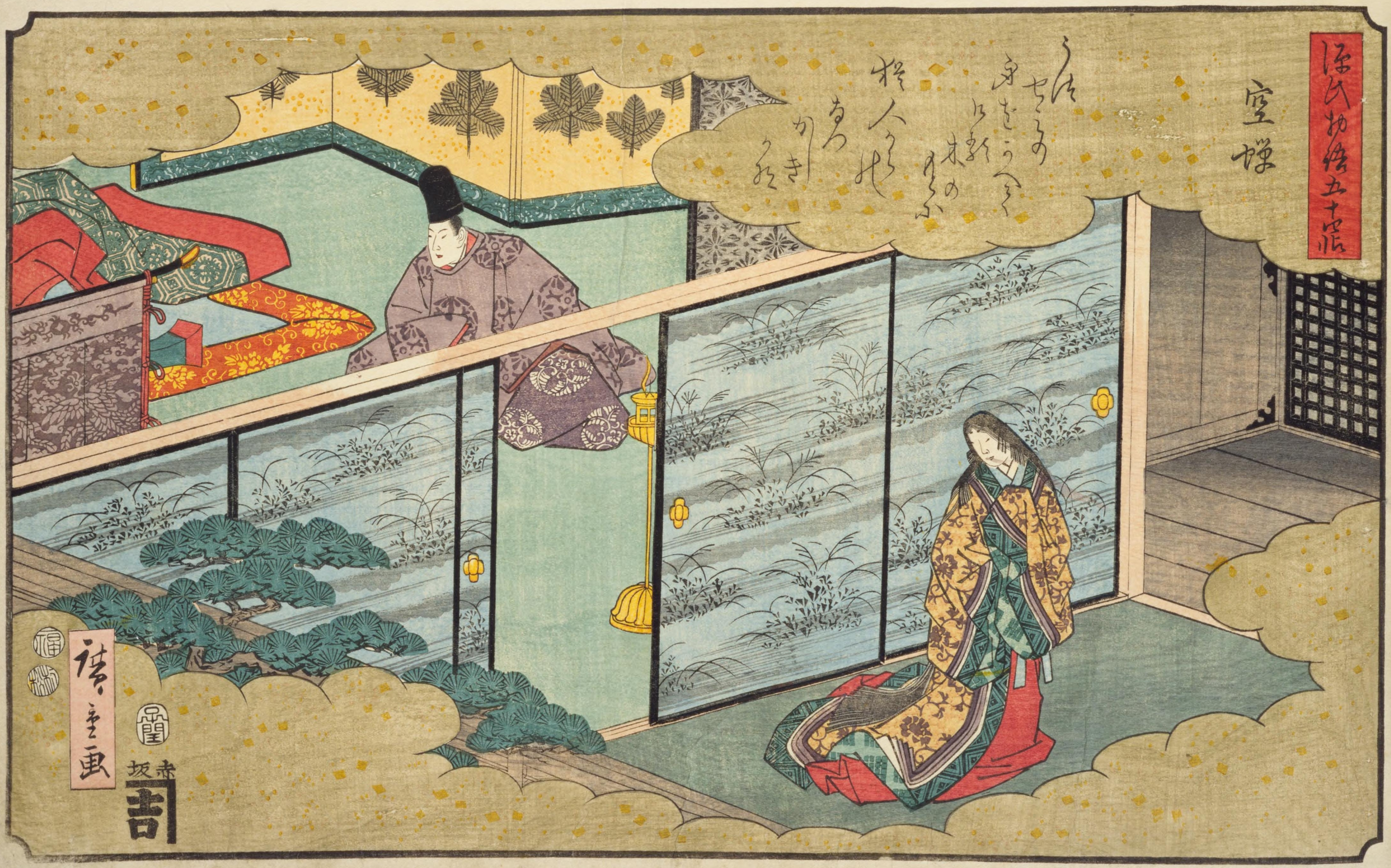
《겐지모노가타리》의 황궁 내부를 그린 우타가와 히로시게의 우키요에 (1852).
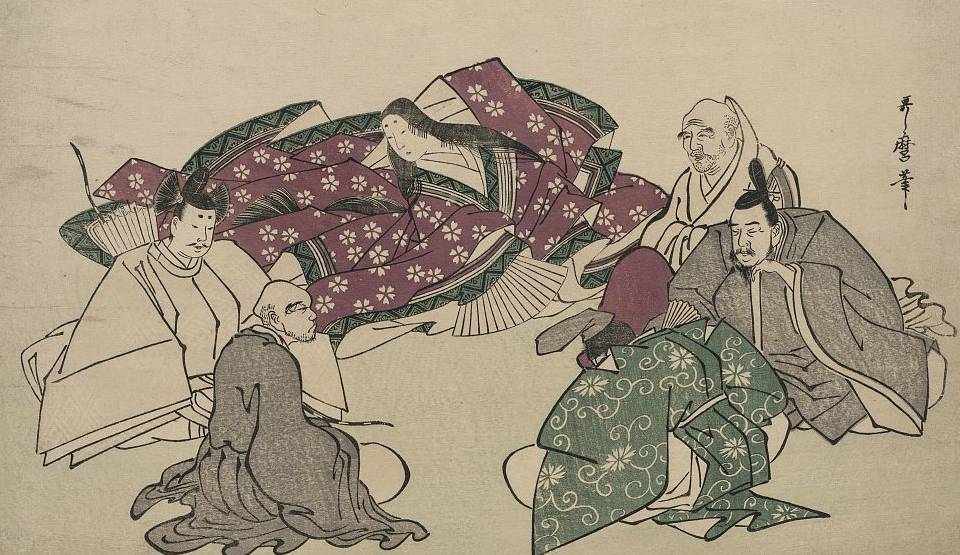
1795년에 만들어진 이 목판화, 무라사키가 다섯 명의 남성 궁정 시인들과 토론하는 모습이 그려져있다.
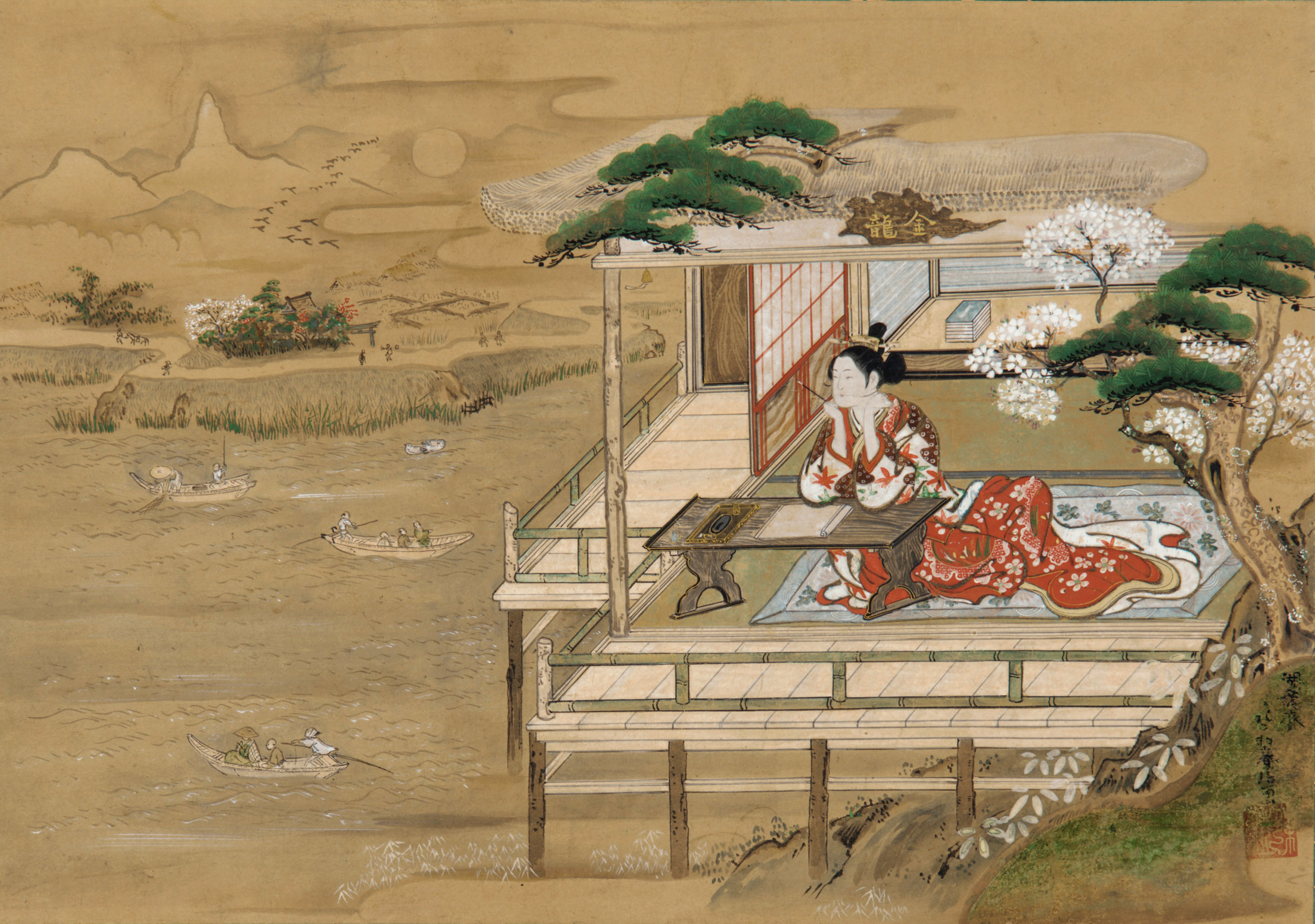
《겐지모노가타리》를 짓고 있는 무라사키 시키부, 야시마 가쿠테 (1786–1868)가 그림.

### 내용주
1. ↑  보우링은 무라사키의 출생 연도를 973년으로 추정하고 있다. 뮬런은 무라사키가 970년에서 978년 사이에 태어난 것으로 추정하고 있으며, 왈리는 978년에 출생이라고 말한다. Bowring (2004), 4; Mulhern (1994), 257; Waley (1960), vii. 참고
2. ↑  일곱 명의 이름이 거기에 쓰여있었고, 그 중 네 명의 본명이 밝혀졌다. 남은 세 명의 여인 중 한 명은 후지와라가 아니었고 다른 한 명은 고위 직책, 즉 더 나이가 많은 사람이었다. 마지막으로 남은 후지와라노 다카코가 무라사키로 추정된다. Tsunoda (1963), 1–27 참고